# Vera Lynn
Pour les articles homonymes, voir Lynn.
Vera Lynn, nom de scène de Vera Margaret Welch, née le 20 mars 1917 et morte le 18 juin 2020 à Ditchling, est une chanteuse britannique. Elle a surtout marqué la période de la Seconde Guerre mondiale.

## Biographie

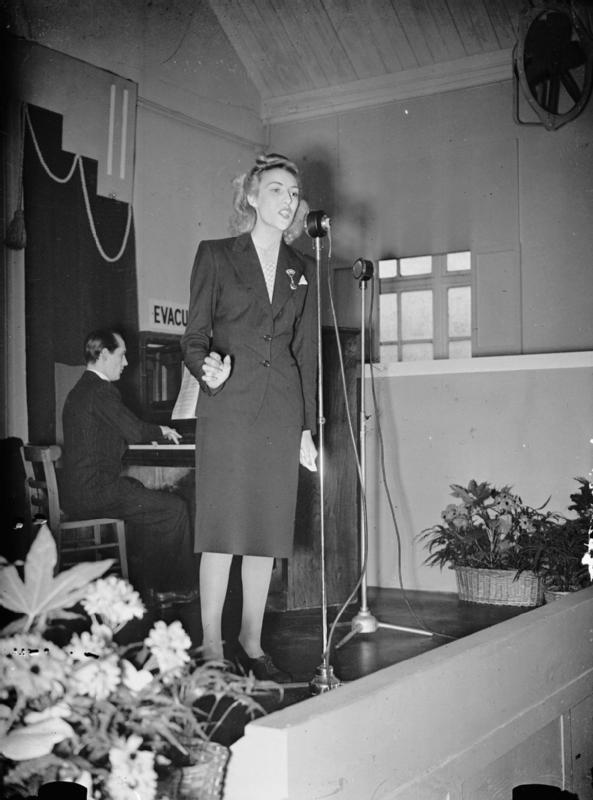
Vera Lynn chantant dans une usine de munitions britannique en 1941.

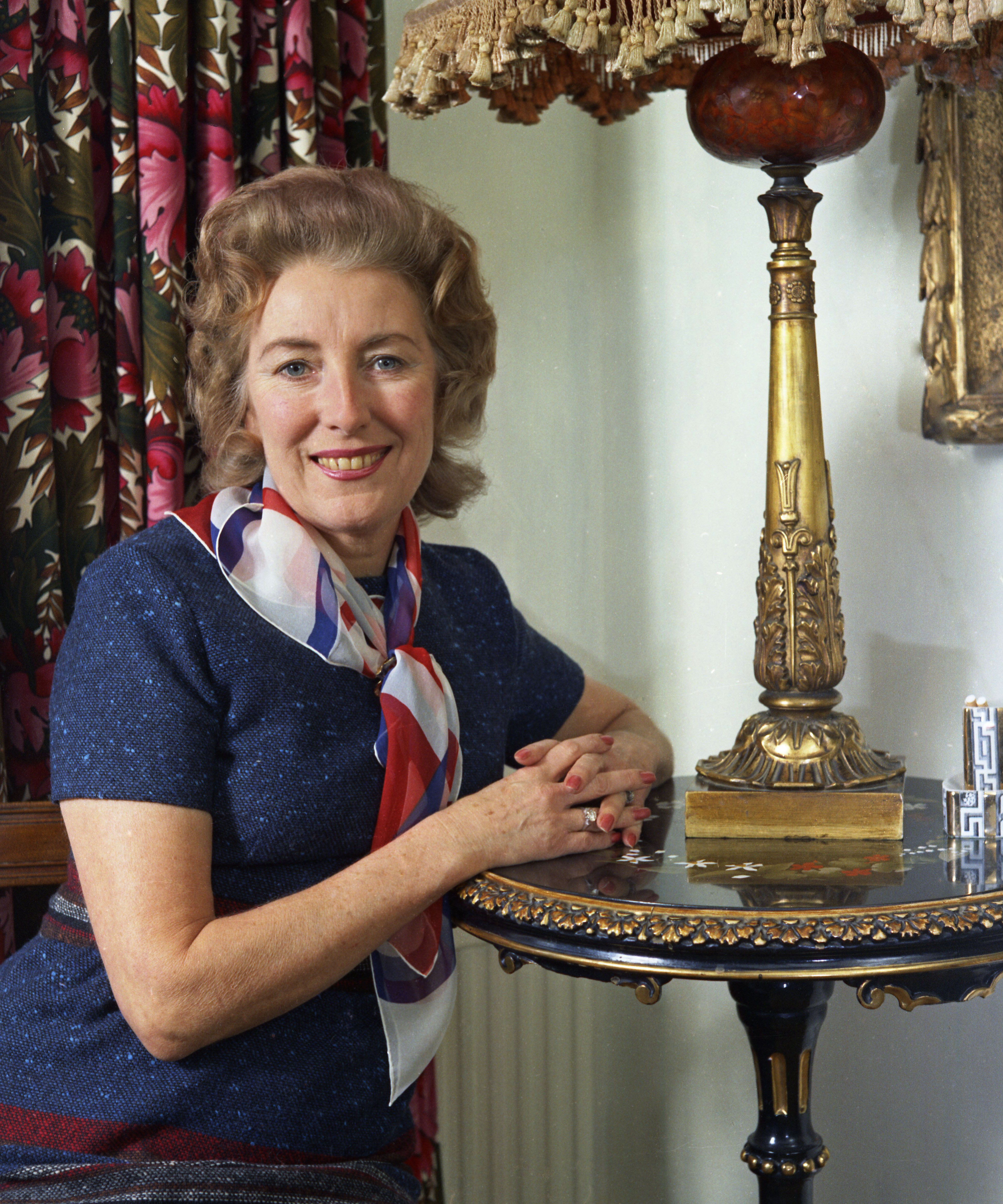
Vera Lynn en 1973.

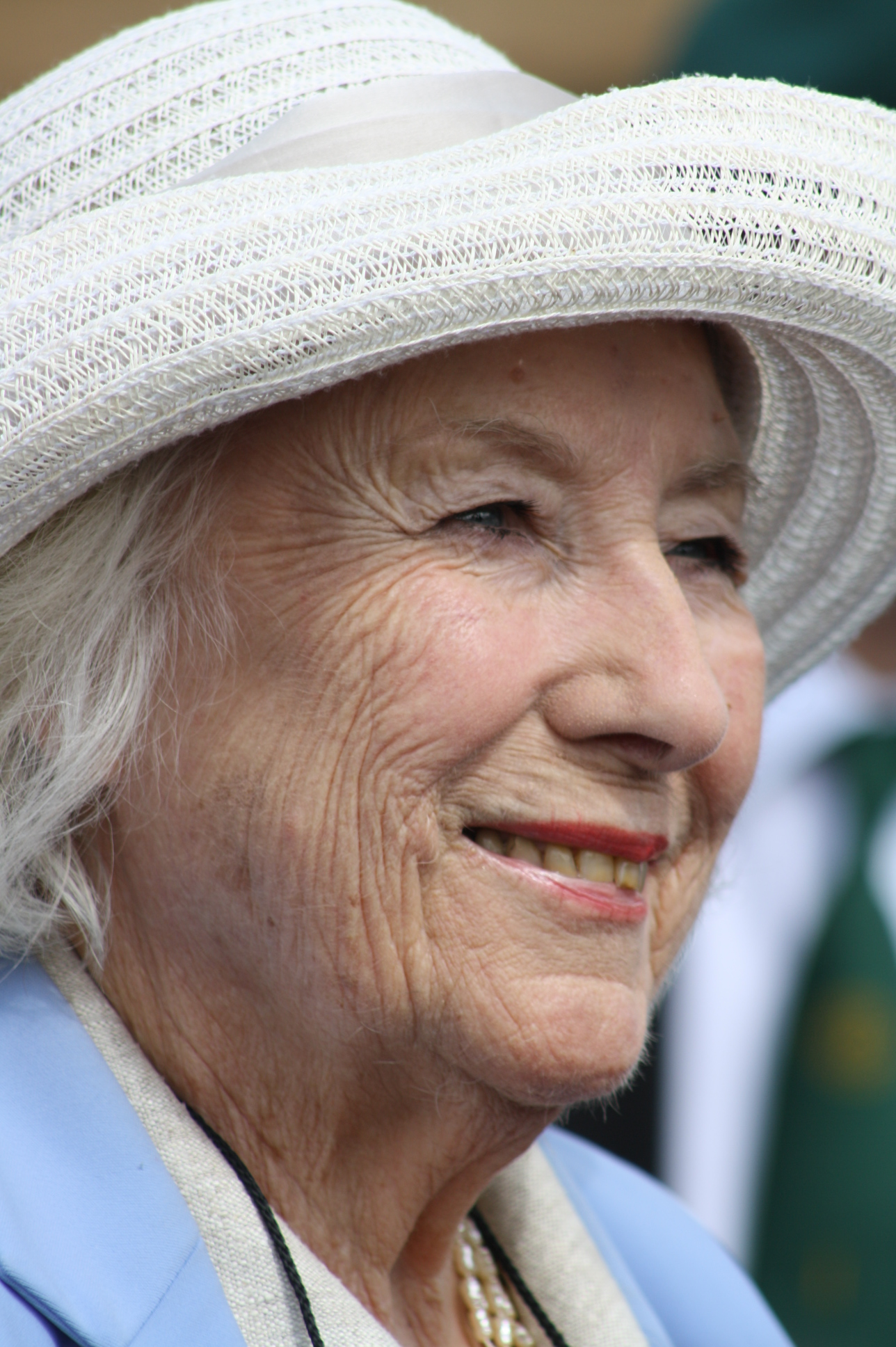
Vera Lynn en 2009.

Issue d'une famille modeste de Newham, Vera Lynn commence à chanter à l'âge de sept ans. Elle quitte l'école à quatorze ans et envisage d'abord de devenir couturière comme sa mère. Son père lui conseille de gagner sa vie avec la chanson. Elle enregistre pour la première fois une chanson à la radio en 1935 avec l'orchestre de Joe Loss.
Sa popularité est née pendant la Seconde Guerre mondiale, époque durant laquelle elle anime une émission radiophonique hebdomadaire, Sincerely yours, destinée à réconforter les forces armées. Elle en a gardé un surnom, « la fiancée des forces armées » (« The Forces Sweetheart »), et le titre d'officier (1969) puis de « dame » (1975) de l'ordre de l'Empire britannique.  Elle est décorée depuis 1998 de l'ordre de Saint-Jean de Jérusalem (OStJ).
Sa chanson la plus célèbre est We'll Meet Again (Nous nous retrouverons). Son interprétation de la version anglaise de Lili Marleen connaît un grand succès pendant la guerre.
Après la guerre, son titre Auf Wiederseh'n Sweetheart est le premier titre d'un artiste britannique à se retrouver numéro un des ventes aux États-Unis (pendant neuf semaines en 1952). My Son, My Son est no 1 en Grande-Bretagne en 1954. Elle enregistrera des titres des Beatles (The Fool on the Hill), ou encore de Jacques Brel (Quand on n'a que l'amour).
Elle prend sa retraite en 1995 à l'âge de 78 ans, après un concert donné à l'extérieur du palais de Buckingham.
Elle se marie avec Harry Lewis, un clarinettiste et saxophoniste, en 1941. Ils ont eu une fille. Son mari meurt en 1998.
Elle meurt d'une pneumonie le 18 juin 2020 à l'âge de 103 ans, entourée de ses proches.

## Distinctions
- War Medal 1939–1945
- Burma Star
- Ordre de l'Empire britannique
- Officier du Très vénérable ordre de Saint-Jean (1997)

## Chansons
- The General's Fast Asleep (1935)
- No Regrets (1935)
- When the Poppies Bloom Again
- I'm in the Mood for Love (Rex Records, 1935)
- Sailing Home with the Tide (Rex Records, 1935)
- Thanks a Million (Rex Records, 1935)
- Heart of Gold (Rex Records, 1936)
- A Star Fell out of Heaven (Rex Records, 1936)
- Crying My Heart out for You (Rex Records, 1936)
- It's Love Again (Rex Records, 1936)
- Did Your Mother Come from Ireland? (Rex Records, 1936)
- Have You Forgotten so Soon? (Rex Records, 1936)
- Everything Is Rhythm (Rex Records, 1936)
- When My Dream Boat Comes Home (Rex Records, 1937)
- Goodnight, My Love (Rex Records, 1937)
- All Alone in Vienna (Rex Records, 1937)
- Careless (1940)
- Until You Fall in Love (1940)
- It's a Lovely Day Tomorrow (1940)
- When You Wish upon a Star (1940)
- Memories Live Longer Than Dreams (1940)
- There'll Come Another Day (1940)
- There'll Always Be an England (1940)
- Smilin' Through (1941)
- When They Sound the Last All Clear (1941)
- Yours (1941)
- My Sister and I
- I Don't Want to Set the World on Fire
- We'll Meet Again (de la comédie musicale, 1942)
- Someone's Rocking My Dreamboat (1942)
- That Autumn In Old London Town (1942)
- When The Lights Go On Again (1942)
- I've Heard That Song Before (1942)
- I'm Yours Sincerely (1943)
- I Love to Sing (dans le film Rhythm Serenade, 1943)
- You're in My Arms
- You Can't Be True, Dear (1948)
- Again
- Auf Wiederseh'n Sweetheart (1952) (n° 10 au R-U, n° 1 aux E-U)[5]
- If You Love Me (Really Love Me)
- My Son, My Son (n° 1 au R-U, 1954)
- Homing Waltz
- Forget Me Not"
- Windsor Waltz"
- Who Are We
- A House with Love in It
- The Faithful Hussar (Don't Cry My Love)
- Travellin' Home
- Hits of the Sixties (Album)
  - By the Time I Get to Phoenix
  - Everybody's Talking
  - The Fool on the Hill
- White Christmas (1976)

## Filmographie
- We'll Meet Again (1943)
- Rhythm Serenade (1943)
- One Exciting Night (1944)
- Venus fra Vestø (1962)
- Meet Again (1943)

## Dans la culture populaire
- We'll Meet Again dans la version interprétée par Vera Lynn figure dans la bande son de Docteur Folamour (1964) de Stanley Kubrick, ainsi que dans celle d'un épisode de la série télévisée Castle (2013). Elle figure aussi dans la bande-son du film Kong: Skull Island (2017) de Jordan Vogt-Roberts[6].
- Dans l'album The Wall de Pink Floyd (1979), Roger Waters a écrit une chanson, Vera, qui évoque la chanteuse et son fameux We'll Meet Again. Dans le film Pink Floyd The Wall (1980) adapté de l'album, la chanson The Little Boy That Santa Claus Forgot par Vera Lynn passe pendant le générique d'ouverture.
- We'll Meet Again ainsi que Wishing (Will Make it So) dans leurs versions interprétées par Vera Lynn figurent dans la bande son de la file d'attente de l'attraction La Tour de la Terreur (Twillight Zone Tower of Terror) des parcs Disney's Hollywood Studios, Walt Disney Studios et Disney California Adventure.
- Dans l'album Arthur (Or the Decline and Fall of the British Empire) des Kinks (1969), Ray Davies écrit une chanson, Mr. Churchill Says qui parle de la Seconde Guerre mondiale et fait une allusion à Vera Lynn et sa célèbre chanson avec son vers « As Vera Lynn would say / We'll meet again someday ».